# Voliminal: Inside the Nine
Voliminal: Inside the Nine es un DVD doble, lanzado por la banda Slipknot. fue lanzado el 5 de diciembre del 2006 (2 de diciembre en Australia e Inglaterra). El primer disco tiene un video de 80 minutos que muestra las presentaciones en vivo de la banda, principalmente cantando las canciones de su disco Vol 3: The Subliminal Verses. El video fue grabado por Shawn Crahan (#6) con su cámara casera por lo que la imagen y el sonido no son muy buenos, pero muestra una perspectiva diferente y mucho más cercana a la banda. El segundo CD trae todos los videos musicales del disco Vol 3: The Subliminal Verses, incluyendo Vermilion Pt. 2, que en ese entonces todavía no había sido lanzado. En el segundo CD también hay entrevistas con cada uno de los integrantes de la banda, sin máscara y algunas presentaciones en vivo. 
El segundo guitarrista Mick Thomson dijo que el DVD se centra más en los días de la banda mientras viajan que en las presentaciones en vivo. Él dijo "Veras como son nuestros días" y también dijo "Esto no es una mierda como las de antes y es más divertida que el anterior DVD".
El segundo disco trae 9 presentaciones y estas son:
- (sic)
- The Blíster Exists
- Eyeless
- Duality
- Vermillion
- The Heretic Anthem
- Pulse Of The Maggots
- Before I Forget
- People = Shit

## Posiciones
| Año  | Ranking                              | Posición |
| ---- | ------------------------------------ | -------- |
| 2006 | Posiciones australianas de DVD, ARIA | #8       |
|      |                                      |          |

## Agujeros secretos
El disco trae 10 "agujeros secretos" en el disco 1. Usa el número 9 de tu control de DVD para abrirlos.
- Corey

Cuando toda la introducción haya pasado. Aparecerá un hombre corriendo en la pantalla. En el tiempo 00:03:20 aprieta #9 + enter (en el capítulo 1).
- Joey

En el tiempo 00:01:00 aprieta #9 + Enter (en el capítulo 3).
- Mick

En el tiempo 00:03:02 aprieta #9 + Enter (en el capítulo 3).
- Paul

En el tiempo 00:08:20 aprieta #9 + Enter (en el capítulo 5).
- Craig

En el tiempo 00:04:00 aprieta #9 + Enter (en el capítulo 6).
- Décimo agujero misterioso (Actual número #6)

Un momento después del agujero de Craig, en la escena del puke aparece Mick hablándole a la cámara fotográfica entonces cuando presione la cámara tu debes presionar los botones al mismo tiempo.
- James

En el tiempo 00:02:30 aprieta #9 + Enter (en el capítulo 8).
- Chris

En el tiempo 00:04:30 aprieta #9 + Enter (en el capítulo 9).
- Sid

En el tiempo 00:04:40 aprieta #9 + Enter (en el capítulo 9).
- Crahan

En el tiempo 00:06:50 aprieta #9 + Enter (en el capítulo 9).

## Créditos
- (#8) Corey Taylor - Vocalista
- (#7) Mick Thomson - Guitarra rítmica
- (#6) Shawn Crahan - Percusión
- (#5) Craig Jones - Sampler/Sintetizador
- (#4) James Root - Guitarra principal
- (#3) Chris Fehn - Percusión
- (#2) Paul Gray (R.I.P.) - Bajo
- (#1) Joey Jordison (R.I.P.) - Batería
- (#0) Sid Wilson - Turntablism
- Shawn Crahan - Director
- Neil Zaugg - Productor
- Daryl Arnberger - Videografía
- Shawn Crahan - Videografía
- Chris Holmes - Videografía
- John Schultz - Videografía
- Pat Williams - Videografía
- Shawn Crahan - Editor
- Neil Zaugg - Editor
- Scott Kaven - Efectos visuales
- Tommy Dalton - Mezclas
- Tommy Dalton - Sonido

- Datos: Q925066